# Kurpsajdammen
Kurpsajdammen (ryska: Курпсайская ГЭС) är en dammbyggnad och ett vattenkraftverk i provinsen Jalal-Abad i Kirgizistan. Den dämmer upp floden Naryn och ligger nedströms den större Toktoguldammen. Dammen får också  vatten från Karasuu, en biflod till Naryn, i närheten av staden Kara-Köl.
Kurpsajdamnen, som är Kirgizistans näst största, byggdes mellan 1974 och 1981 och reservoaren rymmer 270 miljoner kubikmeter vatten. Dess stabilitet övervakas kontinuerligt av 
Deutsches GeoForschungsZentrum (GFZ) i Potsdam i Tyskland. 